# Аарон Космінський
Аарон Космінський (Арон Мордке Козьмінський; 11 вересня 1865 — 24 березня 1919) — був польським перукарем і підозрюваним у справі Джека-Різника.
Космінський був польським євреєм, який емігрував з Конгресу Польщі в Англію в 1880-х роках. Він працював перукарем у місті Вайтчепел у Східному кінці Лондона, де в 1888 році було вчинено низку вбивств, приписаних Джекові-Різнику. З 1891 року він перебував у притулку для психічнохворих.
Поліцейські службовці після вбивств назвали одного зі своїх підозрюваних «Космінським» (ім'я не було дано), і описали його як польського єврея з притулку для божевільних. Майже через століття після останнього вбивства підозрюваний «Космінський» був ідентифікований як Аарон Космінський; але було мало свідчень, які би пов'язували Аарона Космінського з тим же Космінським, що підозрювався у вбивствах, та й дати їхньої смерті різні. Можливо, Космінський був подібний з іншим польським євреєм того ж віку, що називався Аароном або Давидом Коеном (справжнє ім'я, можливо, Натаном Камінським), пацієнтом, що часто проявляв жорстокість та знаходився у тому ж притулку.
У вересні 2014 року автор Рассел Едвардс заявив у книзі «Ім’я Джека Різника», що довів провину Космінського. У 2007 році він купив шаль, яку, як він вважав, залишили на місці вбивства, і віддав її біохіміку Ярі Лоухелайнену для перевірки ДНК. Рецензована стаття про аналіз ДНК була опублікована в Journal of Forensic Sciences у 2019 році. Вчені з Медичного університету Інсбрука розкритикували статтю та її висновки, обґрунтовуючи, що її автори допустили помилки та (хибні) припущення, а журнал надрукував висловлення занепокоєння.

## Життя

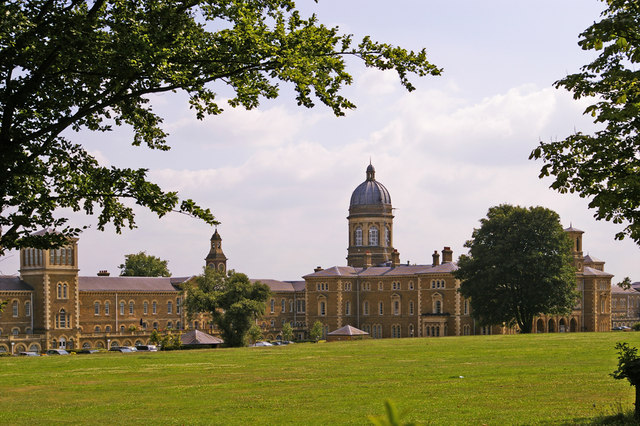
Психіатрична лікарня у Колні-Гетч, Північний Лондон, де Космінський перебував з 1891 по 1894 рік.

Аарон Космінський народився в місті Клодава в Конгресі Польщі, який потім перейшов до складу Російської імперії. Його батьками були Абрам Юзеф Козьмінський, кравець, і його дружина Голда, до шлюбу Любновська. Можливо, він певний час працював у лікарні перукарем або доглядачем за пацієнтами. Аарон емігрував з Польщі в 1880 або 1881 роках, швидше за все, з сім'ями своїх сестер. Родина спочатку деякий час жила в Німеччині. У 1880 році народився племінник Аарона, а в 1881 році племінниця. Невідомо, коли саме Аарон покинув Польщу, щоб приєднатися до своїх сестер, і чи жив він у Німеччині протягом тривалого часу, хоча, можливо, покинув Польщу внаслідок погромів 18 квітня 1881 року, що відбулися після вбивства царя Олександра II, внаслідок чого багато інших євреїв емігрували. Сім'я переїхала до Великої Британії і оселилася в Лондоні в 1881 або 1882 роках. Його мати, яка була числилася вдовою, очевидно, не емігрувала разом з сім'єю, але до 1894 приєдналася до них. Невідомо, чи його батько помер чи покинув сім'ю, але він не емігрував до Британії з усіма іншими. Відомо, що він, швидше за все, помер до 1901 року, а свідоцтво про смерть 1887 року свідчить про те, що Абрам Космінський загинув у польському місті Коло, лише в п'яти милях від Ґжеґожева, рідного міста батька Космінського.
У Лондоні Космінський розпочав кар'єру перукаря у Вайтчепелі, збіднілих трущобах у лондонському Іст-Енді, який став домом для багатьох єврейських біженців, що тікали від економічних труднощів у Східній Європі та погромів у царській Росії. Проте, можливо, він працював лише періодично: повідомлялося, що до 1891 року він не робив жодних робіт. У фінансовій підтримці він, напевно, покладався на сім'ї своїх сестер і, ймовірно, проживав із ними на площі Сіон 3 в 1890 і на вулиці Грінфілд 16 в 1891 році очевидно тому, що сестри, почергово доглядали за ним, і він жив у їхніх сімейних будинках.
12 липня 1890 року Космінський був поміщений в робочий будинок Майл-Енд через погіршання психічного стану, що було завірено його братом Вулфом, а пізніше був звільнений через три дні. 4 лютого 1891 року його повернули до робочого будинку, можливо, поліція, а 7 лютого його перевели до психіатричної лікарні Конні Гатч. Свідок моменту, коли довірена особа записала Космінського в лікарню під ім'ям Джейкоба Коена, надав деяку базову інформацію та заявив, що Космінський погрожував його сестрі ножем. Неясно, чи малася на увазі сестра Космінського чи Коена. Космінський залишився у лікарні Конні Гатч протягом наступних трьох років, поки він не був прийнятий 19 квітня 1894 року в лікарню Лівсден. Зазначені справи вказують на те, що Космінський хворів щонайменше з 1885 року. Його божевілля набуло форми слухових галюцинацій, параноїдальний страх бути нагодованим іншими людьми, що змусило його підбирати і їсти зі смітника і відмовлятися митися. Причиною його божевілля у документах було вказано мастурбацію. Здається, він мав неповноцінне харчування протягом багатьох років, що виснажило його організм; у записках притулку зафіксована його низька вага. До лютого 1919 року він вже важив всього 96 фунтів (44 кг). Він помер наступного місяця, у віці 53 років.

## Космінський у масовій культурі
У документальному фільмі BBC «Джек Різник: Справу відкрито заново», який транслювався у 2019 році з ведучою Емілією Фокс, було зроблено висновок, що Космінський був найбільш імовірним підозрюваним.
Воскова фігура Космінського була створена для повторного відкриття  році виставки «Зала жахів» в музеї мадам Тюссо у 2022.